# 阿尔乔姆·扎哈罗夫
阿尔乔姆·阿列克谢耶维奇·扎哈罗夫（俄语：Артём Алексеевич Захаров，1991年10月27日—），哈萨克斯坦男子自行车运动员，2018年亚洲运动会男子个人追逐赛和男子全能赛铜牌得主、2022年亚洲运动会男子麦迪逊赛铜牌得主。